# Liselott Blixt
Liselott Blixt (nascida a 22 de fevereiro de 1965, em Lund) é uma política sueca-dinamarquesa, membro do Folketing pelo Partido Popular Dinamarquês. Ela foi eleita para o Folketing nas eleições legislativas dinamarquesas de 2007.

## Carreira política
Blixt concorreu pela primeira vez ao parlamento nas eleições de 2007 e foi eleita com apenas 959 votos. Mais tarde, foi reeleita em 2011 com 1306 votos, em 2015 com 5981 votos e em 2019 com 2427 votos.